# آني ليبوفيتز
آني ليبوفيتز (بالإنجليزية: Annie Leibovitz)‏ (مواليد 2 أكتوبر 1949) هِيَ مصورة أمريكية. صَورت جون لينون في اليوم الذي اغتيل فيه، واستخدمت أعمالها في العَديد من أغلفة الألبومات والمجلات. أصبَحت أول امرأة تقيم معرضًا في معرض الصور القومي في واشنطن في عام 1991.

## حياتُها
ولدت في واتربوري بكونيتيكت في 2 أكتوبر 1949،وهي الثالثة من ستة أطفال، أمها مارلين إديث (née Heit) ووالدها صمويل ليبوفيتش. وهي أمريكية من الجيل الثالث. كان أصل والديها من اليهود الرومان.كانت والدتها معلمة رقص حديثة من التراث الأستوني اليهودي، ووالدها ضابط برتبة مقدم في القوات الجوية الأمريكية. تحركت العائلة بشكل متكرر مع مهام واجبات والدها، وأخذت أول صور لها عندما كان متمركزًا في الفلبين خلال حرب فيتنام.التقطت صوراً حول القاعدة العسكرية والسكان المحليين القريبين. ولد شغف آني ليبوفيتز بالفن من ارتباط والدتها بالرقص والموسيقى والرسم.
في مدرسة نورثوود الثانوية في سيلفر سبرينغ بولاية ماريلاند،أصبحت مهتمة بمختلف المساعي الفنية وبدأت في كتابة الموسيقى وتشغيلها. حضرت معهد سان فرانسيسكو للفنون،حيث درست الرسم بقصد أن تصبح معلمة فنية.كان لديها أول ورشة للتصوير الفوتوغرافي في المدرسة، وغيرت تخصصها بعد التصوير. استلهمت من عمل روبرت فرانك وهنري كارتيه بريسون، الذي تعلمته في مدرستها. استمرت لعدة سنوات في تطوير مهاراتها في التصوير الفوتوغرافي بينما كانت تحتل العديد من الوظائف، بما في ذلك فترة في كيبوتز في إسرائيل لعدة أشهر في عام 1969.

## مهنة

### رولينغ ستون

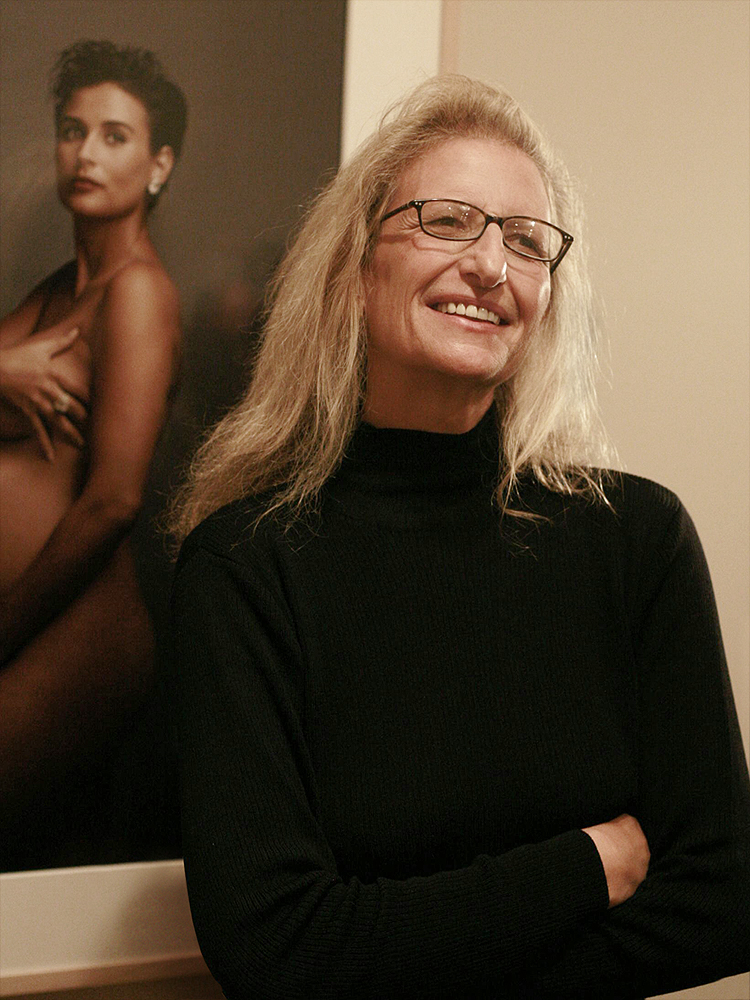
آني ليبوفيتز مع صورة فانيتي فير عام 2008

عندما عادت آني ليبوفيتز إلى الولايات المتحدة في عام 1970، بدأت حياتها المهنية كمصورة موظفين، تعمل في مجلة رولينج ستون. في عام 1973 عين الناشر جان وينر المصور الرئيسي لآني ليبوفيتز لرولينغ ستون، وهي وظيفة احتفظت بها لمدة 10 سنوات. عملت آني في المجلة حتى عام 1983، وساعدت صورها الحميمية المشاهير على التعرف على رولينج ستون.
أثناء عملها في شركة رولينج ستون، علمت آني أنها تستطيع العمل في المجلات وأنشأت أعمالًا شخصية لأسرتها التي كانت الأكثر أهمية بالنسبة لها. «لا تتاح لك الفرصة للقيام بهذا النوع من العمل الحميمي إلا مع الأشخاص الذين تحبهم، والأشخاص الذين سيأخذون معك. إنهم الأشخاص الذين يفتحون قلوبهم وأرواحهم ويعيشون من أجلك. يجب أن تعتني بهم».
حصلت على وسام المئوية الملكية الفخرية للجمعية الملكية الفوتغرافية والزمالة الفخرية (HonFRPS) تقديراً لمساهمتها المستمرة والمهمة في فن التصوير الفوتوغرافي في عام 2009.

### الرولينج ستونز
صورت آني ليبوفيتز رولينج ستونز في سان فرانسيسكو في عامي 1971 و1972، وشغلت منصب مصور جولة الحفلة الموسيقية في جولة رولينج ستونز في الأمريكتين. صورتها المفضلة من الجولة كانت صورة ميك جاغر وهو في المصعد.

### جون لينون
في 8 ديسمبر عام 1980، التقطت آني ليبوفيتز صورة مع جون لينون، ووعدته أنها ستكون غلافاً.حاولت في البداية الحصول على صورة مع لينون فقط، كما أرادت رولينغ ستون، لكن لينون أصر على أن يكون هو ويوكو أونو على الغلاف. حاولت آني بعد ذلك إعادة خلق شيء مثل مشهد التقبيل من غلاف الألبوم المزدوج الفانتازي عام 1980، كان جون يزيل ملابسه ويلوح بجانب يوكو على الأرض.كانت آني آخر شخص يصور لينون بشكل احترافي - حيث تم إطلاق النار عليه وقتله بعد خمس ساعات فقط.
تمت إعادة إنشاء الصورة في عام 2009 من قبل جون وابن يوكو شون لينون، مع صديقته شارلوت كيمب موهل، لكن مع عكس الأدوار.
في عام 2011، تم ترشيح آني ليبوفيتز إلى جانب المصور السنغافوري دومينيك كو لذات العام.

## مشاريع أخرى
- في الثمانينيات من القرن الماضي، أصبح لآني أسلوباً جديداً للإضاءة واستخدام الألوان الجريئة والإطارات في مجلة فانيتي فير.[25]
- قامت آني ليبوفيتز بتصوير مشاهير لحملة إعلانية دولية لبطاقات أمريكان اكسبريس، والتي فازت بجائزة كليو في عام 1987.[26]
- في عام 1991، أقام آني ليبوفيتز معرضًا في معرض اللوحات القومي (لندن). كانت ثاني رسامة وأول امرأة تظهر هناك.[19]
- في عام 2007، تم إجراء عرض استعادي كبير من عمل ليبوفيتز في متحف بروكلين،[27] واستندت رجعيًا على كتابها«آني ليبوفيتز: حياة مصور»، وتضمنت العديد من صورها المهنية (المشاهير) بالإضافة إلى العديد من صور شخصية لأسرتها وأطفالها وشريكتها سوزان سونتاج. هذا العرض، تم توسيعه ليشمل ثلاثة من اللوحات الرسمية للملكة إليزابيث الثانية. عُرضت في معرض كوركوران للفنون في واشنطن، من أكتوبر 2007 إلى يناير 2008، وفي قصر جوقة الشرف في سان فرانسيسكو من مارس 2008 إلى مايو 2008. في فبراير 2009، تم نقل المعرض إلى برلين في ألمانيا.[28][29]تضمن العرض 200 صورة.[30]أظهرت آني في المعرض أنها لا تملك حياتين وظيفية وشخصية، ركز هذا المعرض وحديثها على صورها الشخصية وحياتها.[31]
- في أكتوبر 2011، كانت آني في معرض في موسكو. في مقابلة مع روسية وشرحت لها أسلوبها في التصوير.[32]
- في عام 2014، أقامت جمعية نيويورك التاريخية معرضًا لأعمال آني ليبوفيتز، استنادًا إلى كتابها عام 2011.[33]
- في عام 2017، أعلنت ليبوفيتز عن إطلاق طبقة تصوير عبر الإنترنت بعنوان «آني ليبوفيتز تعلّم التصوير الفوتوغرافي».[34]
- في يناير 2018، تعرضت صورة غلاف آني للانتقاد على الإنترنت.[35][36]

### تقويم بيريللي
في عام 2015، كانت آني ليبوفيتز المصورة الرئيسية لتقويم بيريللي لعام 2016. وأخذت تحولًا جذريًا من النمط التقليدي للتقويم من خلال التركيز على المرأة المثيرة للإعجاب مقارنةً بالجنس. وشمل التقويم إيمي شومر وسيرينا ويليامز وباتي سميث. كانت آني ليبوفيتز قد سبق لها العمل في تقويم عام 2000.

## الحياة الشخصية

### الأطفال
انجبت آني ثلاث فتيات. حيث ولدت سارة كاميرون ليبوفيتز في أكتوبر 2001 عندما كانت آني في الثانية والخمسين من العمر.ولدت فتياتها التوأم سوزان وسامويل لأم بديلة في مايو 2005.

### العلاقات
كانت آني على علاقة وثيقة مع الكاتبة سوزان سونتاج من عام 1989 حتى وفاتها في عام 2004. خلال حياة سونتاج، لم تكشف أي منهما علناً عما إذا كانت العلاقة صداقة أفلاطونية أو رومانسية. حيث أشارت مجلة نيوزويك في عام 2006 إلى علاقة آني الإضافية مع سونتاج "التقى الاثنتان لأول مرة في أواخر الثمانينيات، عندما صورتها آني، لم يعيشوا معًا رغم أن كل منهما كان لديه شقة".وأشارت صحيفة نيويورك تايمز في عام 2009 إلى سونتاج على أنها "رفيقة" لآني،كتبت آني في كتاب المصور "إن كلمات مثل" رفيق "و" شريك " لم تكن في مفرداتنا. كنا شخصين ساعد كل منهما الآخر في حياتنا. لا تزال الكلمة الأقرب "صديقة". في العام نفسه، قالت آني أن كلمة "عاشق" هي الوصف الدقيق. وأكدت في وقت لاحقاً بقولها "أريد أن أكون واضحة تمامًا. أنا أحب سوزان."

### ديانة
على الرغم من تربيتها في منزل يهودي، لم تعد آني تمارس اليهودية. عندما سُئلت عما إذا كان اليهودي مهم بالنسبة لها، أجابت: «أنا لست ممارسًا يهوديًا، لكنني أشعر بأنني يهودي جدًا».

### مشاكل مالية
في فبراير 2009، اقترضت آني 15.5 مليون دولار، بعد أن واجهت تحديات مالية، وأنه على الرغم من أرشيف 50 مليون دولار أمريكي، كان لدى آني «تاريخ طويل من التعاملات المالية» و«سلسلة حديثة من القضايا الشخصية» بما في ذلك فقدان والديها وموت سوزان في عام 2004، بالإضافة إلى طفلين من عائلتها.
تعتبر مباني قرية الأمنية الخضراء تاريخية، وبالتالي يجب على لجنة المحافظة على معالم مدينة نيويورك المراجعة والموافقة على أي عمل يتم إجراؤه للمباني. ومع ذلك، بدأ العمل على المباني في أكتوبر 2002 من دون تصريح، مع سلسلة من تدمير تلك المباني.بسبب الضغط من جمعية قرية غرينتش للحفاظ التاريخي والمجموعات الأخرى، استقرت المباني أخيرًا، على الرغم من أن مجموعة الحفظ انتقدت عمليات الإصلاح في نهاية المطاف بأنها غير مرضية وغير حساسة تاريخياً.
في يوليو 2009، قامت مجموعة آرت كابيتال بتقديم دعوى خرق العقد ضد آني بمبلغ 24 مليون دولار أمريكي فيما يتعلق بسداد هذه القروض.في 5 سبتمبر 2009، نقلت قصة من أسوشيتد برس عن خبراء قانونيين قالوا إن تقديم طلب إعادة تنظيم الإفلاس قد يوفر لآني أفضل فرصة لها للتحكم في أصولها والتصرف بها للوفاء بالديون. في 11 سبتمبر، سحبت مجموعة آرت كابيتال دعوى قضائية ضد ليبوفيتز ومددت الموعد المقرر لسداد قرض بقيمة 24 مليون دولار أمريكي. بموجب الاتفاقية، احتفظت آني بالسيطرة على عملها وأنها ستكون «الوكيل الحصري في بيع ملكيتها العقارية (الأرض) وحقوق التأليف والنشر».
في مارس 2010، أبرمت كولوني كابيتال اتفاقية تمويل وتسويق جديدة مع آني، بموجب سدادها لشركة آرت كابيتال وإزالة أو تقليل المخاطر التي تعرضت لها آني من فقدان عملها الفني والعقاري.في ديسمبر 2012، أدرجت آني منزلها في ويست فيلادج للبيع بمبلغ 33 مليون دولار، قائلة أنها تريد الاقتراب من ابنتها.

## جوائز
- وسام الفن من بيز عام 2015.[56]
- جائزة أمير أستورياس للاتصالات عام 2013.[57]
- ميدالية الجمعية الملكية لفنون التصوير الفوتوغرافية والزمالة الفخرية (HonFRPS) تقديرا لمساهمتها المستمرة والمهمة في فن التصوير الفوتوغرافي في عام 2009.[58]

## روابط خارجية
- آني ليبوفيتز على موقع IMDb (الإنجليزية)
- آني ليبوفيتز على موقع الموسوعة البريطانية (الإنجليزية)
- آني ليبوفيتز على موقع مونزينجر (الألمانية)
- آني ليبوفيتز على موقع ميوزك برينز (الإنجليزية)
- آني ليبوفيتز على موقع ميوزك برينز (الإنجليزية)
- آني ليبوفيتز على موقع إن إن دي بي (الإنجليزية)
- آني ليبوفيتز على موقع أول ميوزيك (الإنجليزية)
- آني ليبوفيتز على موقع ديسكوغز (الإنجليزية)
- آني ليبوفيتز على موقع قاعدة بيانات الفيلم (الإنجليزية)